# TV Favorites (album Perry’ego Como)
TV Favorites (podtytuł: As Sung by Perry on His Chesterfield TV Show) – album studyjny amerykańskiego piosenkarza Perry’ego Como wydany przez RCA Victor w 1952 roku jako zbiór czterech płyt winylowych o prędkości 78 obr./min. Wszystkie utwory zostały nagrane w Manhattan Center w Nowym Jorku w marcu 1952 roku, z wyjątkiem utworu „Black Moonlight”, który został nagrany w grudniu 1950 roku.

## Lista utworów
| 1. | „You’ll Never Walk Alone”               |
| 2. | „Over The Rainbow”                      |
| 3. | „Black Moonlight”                       |
| 4. | „I Concentrate On You”                  |
| 5. | „My Heart Stood Still”                  |
| 6. | „If There Is Someone Lovelier Than You” |
| 7. | „Summertime”                            |
| 8. | „While We're Young”                     |